# Elko New Market
Elko New Market è un comune degli Stati Uniti d'America, situato nello Stato del Minnesota, nella contea di Scott.